# Gil-García
Gil-García es un municipio de la provincia de Ávila, perteneciente a la comarca de El Barco de Ávila, formada por los valles del Tormes y del Aravalle, en Castilla y León (España). Pertenece al partido judicial de Piedrahíta. En 2017 contaba con una población de 39 habitantes.

## Geografía
Integrado en la comarca de El Barco de Ávila-Piedrahíta, subcomarca de Alto Tormes, se sitúa a 96 kilómetros de la capital provincial. El término municipal está atravesado por la carretera N-110 entre los pK 345 y 346. 
El relieve del municipio es llano por el norte, por la presencia del valle del río Aravalle, y montañoso por el sur, donde se encuentra la Cuerda del Risco del Águila, perteneciente a la sierra de Gredos. Forma parte del parque regional de Sierra de Gredos. La montaña más destacada es el pico Cardiel (1622 metros). Entre las montañas del sur se encuentra la garganta de la Vega. La altitud oscila entre los 2230 metros al sur en plena sierra de Gredos y los 1090 metros a orillas del río Aravalle. El pueblo se alza a 1145 metros sobre el nivel del mar. 
| Noroeste: Puerto Castilla y Solana de Ávila | Norte: Solana de Ávila y Umbrías      | Noreste: Umbrías        |
| Oeste: Puerto Castilla                      |                                       | Este: Nava del Barco    |
| Suroeste: Puerto Castilla                   | Sur: Puerto Castilla y Nava del Barco | Sureste: Nava del Barco |

### Clima
| Parámetros climáticos promedio de Gil-García en el periodo 1971-1995                                                             | Parámetros climáticos promedio de Gil-García en el periodo 1971-1995 | Parámetros climáticos promedio de Gil-García en el periodo 1971-1995 | Parámetros climáticos promedio de Gil-García en el periodo 1971-1995 | Parámetros climáticos promedio de Gil-García en el periodo 1971-1995 | Parámetros climáticos promedio de Gil-García en el periodo 1971-1995 | Parámetros climáticos promedio de Gil-García en el periodo 1971-1995 | Parámetros climáticos promedio de Gil-García en el periodo 1971-1995 | Parámetros climáticos promedio de Gil-García en el periodo 1971-1995 | Parámetros climáticos promedio de Gil-García en el periodo 1971-1995 | Parámetros climáticos promedio de Gil-García en el periodo 1971-1995 | Parámetros climáticos promedio de Gil-García en el periodo 1971-1995 | Parámetros climáticos promedio de Gil-García en el periodo 1971-1995 | Parámetros climáticos promedio de Gil-García en el periodo 1971-1995 |
| Mes | Ene.                                                                 | Feb.                                                                 | Mar.                                                                 | Abr.                                                                 | May.                                                                 | Jun.                                                                 | Jul.                                                                 | Ago.                                                                 | Sep.                                                                 | Oct.                                                                 | Nov.                                                                 | Dic.                                                                 | Anual                                                                |
| --- | -------------------------------------------------------------------- | -------------------------------------------------------------------- | -------------------------------------------------------------------- | -------------------------------------------------------------------- | -------------------------------------------------------------------- | -------------------------------------------------------------------- | -------------------------------------------------------------------- | -------------------------------------------------------------------- | -------------------------------------------------------------------- | -------------------------------------------------------------------- | -------------------------------------------------------------------- | -------------------------------------------------------------------- | -------------------------------------------------------------------- |
| Precipitación total (mm) | 139.2                                                                | 148.2                                                                | 75.3                                                                 | 103.3                                                                | 85.4                                                                 | 46.8                                                                 | 16.0                                                                 | 13.2                                                                 | 51.1                                                                 | 148.9                                                                | 127.0                                                                | 186.6                                                                | 1140.9                                                               |
| Fuente: Ministerio de Agricultura, Alimentación y Medio Ambiente. Datos de precipitación para el periodo 1971-1995 en Gil-García |                                                                      |                                                                      |                                                                      |                                                                      |                                                                      |                                                                      |                                                                      |                                                                      |                                                                      |                                                                      |                                                                      |                                                                      |                                                                      |

## Demografía
Gil García cuenta con una población de 48 habitantes (INE 2024).
| Gráfica de evolución demográfica de Gil García entre 1842 y 2021 |
| |
| Población de derecho según los censos de población del INE. Población de hecho según los censos de población del INE.En estos censos se denominaba Gilgarcía: 1860, 1877, 1887, 1897, 1900, 1910, 1920, 1970, 1981 y 1991. |

## Economía
Fundamentalmente la ganadería vacuna extensiva y en menor grado la agricultura.

## Monumentos y lugares de interés
- Iglesia de estilo románico.

## Cultura

### Gastronomía
Típica del Alto Tormes: carne de ternera, patatas revolconas, judías de El Barco de Ávila.

### Fiestas
- San Sebastián, el 20 de agosto, misa, baile, verbena.